# Der Traum vom Süden
Der Traum vom Süden ist ein deutscher Fernsehfilm der Regisseurin Christine Kabisch aus dem Jahr 2004. Drei Jahre später folgte die Fortsetzung namens Ich heirate meine Frau.

## Handlung
Das Ehepaar Wallner träumt vom Ruhestand im Eigenheim im spanischen Málaga. Auf der Feier zum fünfundzwanzigsten Jubiläum ihres gemeinsam aufgebauten Unternehmens, dem Modehaus Wallner, übergeben sie die Leitung des Betriebes an ihren überraschten Sohn Thomas und verkünden ihren Umzug an die Costa del Sol. Des Sohnes Freundin kommt dies weniger gelegen, da sie ein Jobangebot in Hamburg annehmen will. Single-Tochter Elke, Mutter von Zwillingen, bekommt das elterliche Einfamilienhaus sowie Geld, um sich ein Au-pair-Mädchen leisten zu können.
Kurz darauf fahren Henriette und Werner Wallner mit ihrem Auto in den Süden und erreichen nach einer langen Fahrt ihr neues Haus. Doch die Freude wird gedämpft. Der Umzugswagen wurde an der Grenze aufgehalten, die Wasserleitung gibt kein Wasser und das Himmelbett, das Werner als Überraschung bestellt hatte, ist noch nicht aufgebaut. Mangels Werkzeug können sie es nicht sofort aufbauen und müssen auf dem Boden schlafen. Die Probleme wollen in den Tagen danach nicht enden. Der bestellte Handwerker erklärt ihnen, dass das Wasserproblem größer ist, als sie dachten. Die Probleme häufen sich an. Das einst harmonische Ehepaar beginnt sich wegen jeder Kleinigkeit zu streiten.
Die Wallners lernen das Nachbarehepaar kennen. Achim Höppner und dessen hübsche Frau Doris arbeiten in dem Ort als Makler. Das freundliche Maklerehepaar lädt die beiden Wallners zu verschiedenen Aktivitäten ein. Sohn Thomas, der sich nun in einer Fernbeziehung befindet, modernisiert zwischenzeitlich das Geschäft. Tochter Elke versucht derweil eine Konditorei namens Elkes Hochzeitstorten im Raum Schleswig bis zur Stadt Flensburg zu etablieren. Nach einem Wolkenbruch ist die Trockenzeit zu Ende und endlich kann der eigene Swimmingpool befüllt werden. Sie laden Doris und Achim Höppner zu einer Einweihungsfeier ein. Nach Werners Flirt mit der attraktiven Nachbarin und nach familiären Streitigkeiten während des Weihnachtsfestes packt Henriette letztendlich ihre Sachen und fährt allein zurück in die Heimat nach Schleswig, um der Tochter im Hochzeitstortengeschäft zu helfen.
Der verzweifelte Werner beschließt, das Haus an Doris und Achim Höppner zu verkaufen. Ein Fehler, denn das Maklerehepaar besaß das Haus schon mehrfach. Mit viel Spaß hatte Doris gezielt Zwietracht gesät. Während des unmittelbaren Verkaufs und der Übergabe des Hauses ruft Henriette bei Werner an. Werner unterschreibt gerade den Vertrag, weshalb er Doris ans Telefon gehen lässt. Als Henriette übers Telefon die Stimme von Doris vernimmt, schweigt sie. Auf Achims Frage an seine Frau, wer denn am Telefon sei, antwortet diese ihm: „Keine Ahnung, Liebling“, und legt auf. Erschüttert glaubt Henriette nun, dass Doris ihren Mann Liebling nennen würde. Werner fährt aber mit der Hoffnung, dass Henriette ihm verzeiht, zurück in die alte Heimat. In Spanien zurück bleibt das amüsierte Maklerehepaar, das schon einen neuen Käufer an der Hand hat. Beide gehen davon aus, dass sie den neuen Käufer sowie dessen Frau in nur sechs Monaten vertreiben und zum Verkauf des Hauses bringen werden.
Werner trifft seine Frau im neuen Hochzeitstortengeschäft an. Tochter Elke ist nicht anwesend. Sie hat einen Mann namens Sebastian Vater kennengelernt und geht mit ihm aus. Henriette wirft Werner eine Torte ins Gesicht. Nachdem sie herausbekommen hat, wer die Käufer des Hauses sind und zu welchem Schleuderpreis ihr Mann es verkauft hat, lässt sie den Kaufvertrag annullieren, da das Haus gemeinsam gekauft wurde. Walter beginnt nun ebenfalls zu begreifen, dass er auf ein Betrügerpaar hereingefallen ist. Schließlich kommen Henriette und Werner wieder zusammen, leben aber getrennt in zwei Nachbarhäusern. In diesen hatten sich beide einst als Nachbarn kennen und lieben gelernt. Zur Hochzeit ihrer Tochter Elke gehen beide gemeinsam, trotz ihres getrennten Lebens.

## Hintergrund
Der von der Degeto produzierte Spielfilm wurde in Schleswig und Umgebung gedreht. Er wurde erstmals am 4. Juni 2004 im Fernsehen gesendet und erreichte dabei rund 6 Millionen Zuschauer (Marktanteil 20,6 %). Seitdem wurde der Film mehrfach auf den verschiedenen Sendern der ARD wiederholt. Die TV Spielfilm attestierte der „Ehekomödie“, „liebevoll-humorig“ zu sein.